# Budzyń (Kraśnik)
Budzyń (dawniej Budzyń Fabryczny) – część miasta i niewielka dzielnica Kraśnika pomiędzy głównymi częściami miasta: dzielnicą Fabryczną i dzielnicą Starą (Lubelską).

## Historia
Prywatne miasto szlacheckie Budzin lokowane w 1531 roku, położone było w drugiej połowie XVI wieku w powiecie urzędowskim w województwie lubelskim.
W latach 1867–1939 należał do gminy Dzierzkowice w powiecie janowskim. W Królestwie Polskim przynależała do guberni lubelskiej, a w okresie międzywojennym do województwa lubelskiego. Tam, 14 października 1933 wszedł w skład nowo utworzonej gromady Budzyń w granicach gminy Dzierzkowice, składającej się ze wsi Budzyń, folwarku Budzyń, osady młyńskiej Budzyń i osady Dąbrowa-Gajówka Ordynacka.
1 kwietnia 1939 całą gromadę Budzyń włączono do włączono do Kraśnika. Po 1945 w powiecie kraśnickim.
W granicach Kraśnika Budzyń przetrwał bez zmian do końca 1972 roku. W związku z reformą administracyjną kraju, 1 stycznia 1973, większą część Budzynia (150 ha) wyłączono z Kraśnika i włączono do sąsiedniego (utworzonego w 1954 roku) miasta Kraśnik Fabryczny.
Częścią Kraśnika Fabrycznego pozostał zaledwie dwa lata i dziewięć miesięcy, bo już 1 października 1975 miasto Kraśnik Fabryczny zniesiono i włączono je (wraz z m.in. Budzyniem) do Kraśnika.
Poza Kraśnikiem pozostała jednak niezamieszkana część obrębu ewidencyjnego Budzyń. Część tego obrębu (23,48 ha) włączono 1 stycznia 2009.

## Opis
Na Budzyniu jest wiele stawów rybnych, w 2006 r. nieopodal ich na rzece Wyżnicy rozpoczęto budowę zalewu w celach wypoczynkowych. Na zachodzie dzielnicy płynie rzeka Wyżnica, a jednocześnie jest granicą Kraśnika. Na Budzyniu istnieje szkoła podstawowa nr 3 im. Adama Mickiewicza oraz Ochotnicza Straż Pożarna. Charakterystyczną cechą jest to, straż ma nazwę Ochotnicza Straż Pożarna w Budzyniu, a nie Ochotnicza Straż Pożarna w Kraśniku. W obrębie ulic Urzędowskiej i Energetycznej znajdują się największe w mieście Ogródki Działkowe. Przy ulicy Energetycznej 4 położona jest ważna Stacja elektroenergetyczna (rozdzielnia, Główny Punkt Zasilania) 110 kV/SN Kraśnik-Budzyń zasilająca cały powiat kraśnicki oraz inne tereny. Tereny zalewu mają być przyłączone do miasta w 2011 roku oraz niewielka część wsi Dąbrowa-Bór. Tam powstanie Strefa Ekonomiczna. Przez Budzyń przebiega główna arteria Kraśnika ul. Urzędowska, która jest drogą wojewódzką nr 833. Tą ulicą przebiega większość linii komunikacyjnych MPK Kraśnik i przewoźników prywatnych. Na skrzyżowaniu ulic: Urzędowskiej, Budzyńskiej i Nadstawnej jest sygnalizacja świetlna. Przez dzielnicę przebiegają ulice: Budzyńska, Chłodna, Długa, Energetyczna, Nadstawna oraz Urzędowska.
W czasach II wojny światowej działało tu getto, podobóz Lublin (KL) (Majdanek). 

## Granice dzielnicy
- Od wschodu granica przebiega po nieczynnych torach kolejowych do Fabryki Łożysk Tocznych w Kraśniku, jednocześnie granica Kraśnika (z gminą wiejską Kraśnik). Tereny na wschód od tej granicy mają zostać przyłączone do miasta, gdzie powstanie Strefa Ekonomiczna.
- Od zachodu granica przebiega po zalewie i rzece Wyżnicy, jest jednocześnie granicą Kraśnika (z gminą wiejską Kraśnik oraz z gminą Dzierzkowice).
- Od południa granica przebiega po ulicy Długiej, graniczy z dzielnicą Piaski.
- Od północy granica przebiega po ulicach: Energetycznej i Chłodnej, granica z dzielnicą Fabryczną.